# Средняя Елюзань
Средняя Елюзань (тат. Урта Әләзән ) — одно из самых больших татарских сёл в Европе, крупнейший населённый пункт Городищенского района Пензенской области. Административный центр Среднеелюзанского сельсовета.

## География
Расположено на реке Елюзань в 32 км к юго-востоку от районного центра г. Городище и в 65 км к востоку от Пензы.
Находится в 7 км к югу от автодороги М5 «Урал», имеется подъездная дорога от неё (от села Нижняя Елюзань), продолжающаяся далее до Верхней Елюзани.

## История
Название села имеет татарские корни — (тат. Урта Әләзән). Оно официально основано 5 сентября 1681 года темниковскими «четвертными» татарами-мишарями, когда им была отведена в этих местах земля. Село входило в Завальный стан Синбирского уезда.
Первое упоминание Средней Елюзани как татарской деревни относится к 1700 году.
В конце XIX века в селе нашли клад из 80-ти золотоордынских монет (2-я половина XIII-го — конец XIV веков). В то время на расстоянии нескольких километров от современного местоположения села располагалась столица неисследованного до настоящего времени татарского государства с обнаруженными при раскопках остатками центрального отопления, монетного двора (с. Юлеево, примыкающее к восточной части районного центра г. Городище, который основан на месте древнего татарского города).
С 1780 года находится в составе Дубровской волости Кузнецкого уезда Саратовской губернии.
- В середине XIX века в селе было 3 мечети, водяная мельница.
- В 1886 году в селе было 302 двора, 2 лавки, на одну ревизскую душу приходилось 4,4 десятины пашни, 403 рабочих лошади, 194 коровы, 969 овец, 69 коз.
- В 1911 году — 626 дворов, 4 мечети, при них 3 школы.
- Работник совхоза Хамзя Тугушев был одним из первых участников ВДНХ СССР (1939, 1940, 1941), награждён Большой золотой медалью.

В послевоенное время (1950-1970-е гг.) некоторые татары, проживавшие в Ленинграде и Москве, оправляли своих сыновей на каникулы в Среднюю Елюзань обучаться основам ислама. 

### Всероссийский сельский Сабантуй 2017 года
Рядом с селом 22 июля 2017 года был проведён VIII Всероссийский сельский Сабантуй, в котором приняли участие 50 тысяч человек из 35 регионов России. Почетными гостями Сабантуя были президент Республики Татарстан Рустам Минниханов и бывший губернатор Пензенской области Иван Белозерцев, которые также приняли участие в церемонии открытия новой школы в селе. Для проведения непосредственно Сабантуя был реконструирован ипподром, поставлена водонапорная башня, проведено электричество. Были сооружены две концертные площадки — большая и малая. Также из готовых срубов, привезённых из Кукморского района Татарстана, было сооружено татарское подворье с гостевым домом, концертной площадкой, музеем, мельницей и небольшими выставочными павильонами. По решению президента Татарстана Рустама Минниханова все постройки подворья на безвозмездной основе переданы Пензенской области. Рядом с подворьем были размещены 13 выставочных площадок по числу районов Пензенской области, где есть татарские деревни и сёла. По окончании Сабантуя глава Пензенской области принял решение использовать подворья, сооружённые для проведения Сабантуя, для создания музея народного быта.
В ходе праздника на ипподроме состоялись конные состязания — скачки и рысистые бега. Автомобиль «Лада Нива» — главный приз состязаний, учреждённый пензенским губернатором, завоевал наездник из Средней Елюзани Рауф Янгуразов на жеребце Ангел Кинг Сайз.

## Современное состояние
На 1 января 2004 года в селе насчитывалось 2279 хозяйств, 8589 жителей. Площадь территории села 994 га. 4 вальцовые мельницы, маслобойный цех. Швейный цех, цех по строительству домов. Дом культуры,11 мечетей, медресе, 2 средние школы, детский сад, больница, поликлиника, аптека, 24 магазина, кафе-столовая, бильярдная, 3 АЗС.

## Население
| 1747  | 1859  | 1886  | 1897  | 1911  | 1926  | 1930  |
| ----- | ----- | ----- | ----- | ----- | ----- | ----- |
| 1248  | ↗1798 | ↗1838 | ↗2885 | ↗3644 | ↗4132 | ↗5033 |
| 1939  | 1959  | 1970  | 1979  | 1989  | 1996  | 2002  |
| ↘4040 | ↗5175 | ↗7282 | ↗8105 | ↘7788 | ↗8535 | ↘8390 |
| 2010  | 2021  |       |       |       |       |       |
| ↗8779 | ↗9505 |       |       |       |       |       |

Национальный состав (2010): татары — 99,3 %.
В селе отмечается самая высокая рождаемость в Городищенском районе. Этим объясняется, что запланировано построить в 2014 году детский сад на 250 мест, а также то, что из 57 многодетных семей Городищенского района, имеющих право бесплатное получение в собственность земельного участка для индивидуального строительства жилья, 42 семьи являются жителями Средней Елюзани. На начало 2015 год в селе было 1023 ребёнка.
По состоянию на 1 января 2016 года численность населения трудоспособного возраста составляла 4,0 тысячи человек, моложе трудоспособного возраста — 2,6 тысячи человек, а старше трудоспособного возраста — 2,2 тысячи человек. Из общей численности трудоспособного населения (4,0 тысячи человек) заняты:
- в бюджетной сфере — 335 человек,
- в сфере малого и среднего бизнеса — 426 человек;
- находятся дома по уходу за детьми — 510 человек;
- стоят на учёте в Центре занятости населения — 3 человека;
- заняты в личном подсобном хозяйстве и безработные — 1732 человек.

За 2015 год на территории сельсовета число рождений составило 134 ребенка, число смертей — 74 человека, естественный прирост составил 60 человек. В том же году зарегистрировано 53 брака, 7 разводов, 3 случая установления отцовства.

## Религиозные организации
На информационном портале Министерства юстиции РФ опубликована следующая информация о зарегистрированных религиозных организациях (в таблице сохранены орфография и пунктуация источника):
| Наименование религиозной организации                                                  | Адрес по которому зарегистрирована | Дата регистрации |
| ------------------------------------------------------------------------------------- | ---------------------------------- | ---------------- |
| Махалля с. Средняя Елюзань (ДУМ Поволжья)                                             | ул. Г. Тукая, д.31                 | 04.02.2003       |
| «Мечеть № 3» с. Средняя Елюзань (ДУМ Пензенской области)                              | ул. Нижняя, 45                     | 09.04.2003       |
| «Кяшшаф и Зулейха» с. Средняя Елюзань (ДУМ Пензенской области)                        | ул. Яблоневая                      | 08.02.2003       |
| «Центральная мечеть № 1» ДУМ Пензенской области (в составе ЦДУМ России)               | ул. Мостовая, 35                   | 10.09.2002       |
| Региональное Духовное Управление Мусульман Пензенской области (в составе ЦДУМ России) | ул. Мостовая, 35                   | 03.09.2002       |
| «Мечеть № 7» с. Средняя Елюзань (ДУМ Пензенской области)                              | ул. Коммунальная, 19               | 03.02.2003       |
| «Мечеть № 8» с. Средняя Елюзань (ДУМ Пензенской области)                              | ул. Полевая, 28                    | 19.11.2007       |
| «Мечеть № 10» с. Средняя Елюзань (ДУМ Пензенской области)                             | ул. Луначарского, д.8              | 27.06.2011       |
| «Централизованное духовное управление мусульман Пензенской области»                   | ул. Г.Тукая, 17                    | 04.09.2012       |
| «Мечеть № 2» с. Средняя Елюзань (ДУМ Пензенской области)                              | Овражная, д. 30                    | 26.04.2013       |
| «Мечеть № 9» с. Средняя Елюзань (ДУМ Пензенской области)                              | ул. Луначарского, д.2А             | 26.04.2013       |
| «Рамазан» с. Средняя Елюзань (ДУМ Пензенской области)                                 | ул. Песочная, д. 15                | 23.07.2015       |
| «Махалля № 2116» с. Средняя Елюзань (ЦДУМ России)                                     | ул. Шоссейная, 14                  | 25.12.2018       |

Всего в селе 11 мечетей. 7 июня 2015 года была торжественно открыта соборная мечеть (ул. Северная), средства на строительство которой пожертвовали жители села. Общая площадь мечети составляет около 1 000 квадратных метров, высота минарета — 29 метров, в тот же день была открыта и ещё одна, одиннадцатая по счёту, мечеть.
Муфтием Пензенской области с июня 2011 года является уроженец села Ислям-хазрат Дашкин, который получил исламское образование в России, а также в Саудовской Аравии, Сирии, Ливане.
В 2013 году, как отмечалось в докладе главы района на зональном совещании по вопросам реализации государственной национальной политики и профилактики межнациональных конфликтов, в селе Средняя Елюзань имели место «противоречия в религиозной среде» и возникла необходимость в проведении мероприятий по «стабилизации взаимоотношений».

## Уроженцы села
Родина генетика, селекционера, доктора биологических наук, профессора Фатиха Хафизовича Бахтеева, муфтия ДУМ Поволжья Мукаддаса Аббясовича Бибарсова, председателя ЦДУМ Ростовской области Джафяра Зуфяровича Бикмаева, муфтия ДУМ Пензенской области Исляма Дашкина.